# Яконур
Яконур (рос. Яконур) — село Усть-Канського району, Республіка Алтай Росії. Входить до складу Ябоганського сільського поселення.
Населення — 1693 особи (2015 рік).